# 白馬岩岳スノーフィールド
白馬岩岳スノーフィールド（はくばいわたけスキーフィールド）は、長野県北安曇郡白馬村の岩蕈山にあるスキー場である。旧名称は白馬岩岳スキー場。
初級から上級コースを備えた本格的スキー場である。ナイター営業は実施していない。スノーボードは全面滑走可能。以前はサマーゲレンデがあったが今は廃止されている。学生スキーのメッカとしても有名である。
運営は白馬観光開発が行っている。かつて白馬観光開発は東急グループであったが、経営不振などを理由に白馬観光開発が2012年11月1日に日本スキー場開発への売却を発表。同日付で東急グループから離脱した。

## コース
- 16本のリフトにより、15本のコースが設定されている。
- 全日本スキー連盟公認クロスカントリースキーコース「ラビラン」（周長5km）
- ナイター営業は行っていない。

## リフト
営業中のリフト
- ゴンドラ 「ノア」2183m
- 中央高速リフト
- らいペア
- かも1 - 以前はかもしか第1ペアと呼ばれていた。
- ビュー2 - 以前は岩岳ビュー第2ペアリフトと呼ばれていた。
- 3線ノース
- 4線イースト
- 5線サウス
- 沢リフト - 以前はかもしか第3ペアと呼ばれていた。

廃止されたリフト
- ビュー1(旧称 岩岳ビュー第1ペアリフト) - 山頂停留所は現存し、ヤッホー！スウィング presented by にゃんこ大戦争が設置されている。
- パラダイストリプル
- 岩岳第1リフトAB線
- 岩岳第2リフトAB線
- 岩岳第3リフト
- 岩岳第7リフト
- 岩岳ファミリー第2ペアリフト
- かもしか第4ペア
- 日陰リフト(旧称 かもしか第2ペアリフト)
- 岩岳スカイウォーカーペアリフト - どんぐり村ペンション街とスキー場中腹を結んでいたリフト。
- ラインリフト - 新田旅館街とスキー場を結んでいたリフト。無料で利用できた。
- あかしやリフト - かつてかも1の南側に存在した西山ゲレンデにあったリフト。

## 岩岳学生スキー大会
白馬岩岳スキー場で行われる、学生スキーの大会。通称は略して「岩岳」と呼ぶ。アルペン競技の部、基礎スキーの部、距離競技(ノルディック)の部（距離競技は廃止）があり、それぞれ異なる開催日程で行われる。出場者は事前登録された全国の大学サークル・部活に所属していることが条件で、それさえ満たしていれば年齢には関係なく出場することが可能。
岩岳はスキー誌にも特集が組まれる大規模な大会で、個人成績が優秀だった者は滑走中の連続写真やインタビューが掲載されることもある。

### アルペン競技の部
大学生のアルペンスキー大会では国内最大で、男女あわせて1000人近い人間、300近い団体(男女別で換算)が出場して、チーム合計成績、個人成績を競い合う。参加人数が多いため、他の部門とは異なる二部構成となっており、2月に予選大会(村長杯争奪スキー大会(男女)兼アルペン男子予選会)を行った後、3月に本戦大会が開催されるものとなっている。昨年成績が優秀だったチームは、本戦大会に無条件で出場できる。なお、予選大会にも100近い団体が出場し、予選落ちしてしまう団体も当然に存在する。
行われる種目は、滑降(DH)、スーパー大回転(SG)、大回転(GS)、回転(SL)、新人戦(1年生のみが出場するGS)の五種目で、各種目とも男女別に行い、10位までが表彰される。さらに1位の者から順に高得点を取得し、合計得点が最も多い団体が総合優勝となる。 尚、ポールセッターは、出場チームのコーチの中から、種目ごとに本部が選任する。毎年ほぼ同じ人間がセットをすることが多い。
滑降競技では、100km/h近いスピードで滑走し本格的な数十メートルのジャンプも設置されるため、セーフティーネットが設置された上で多数の旗門員が従事し、安全への配慮がなされている。しかし、転倒する者が出ることは避けられず、骨折をして担架で運ばれるような大ケガをする者が出ることも多くある。
1974年から行われている。
予選大会の正式名称は全国学生岩岳スキー大会　村長杯争奪スキー大会(男女)兼アルペン男子予選会
本選大会の正式名称は全国学生岩岳スキー大会　アルペン競技の部

### 基礎スキーの部
学生の基礎スキーの大会としては、伝統もあり最大の大会である。

## アクセス
（鉄道）
- JR大糸線白馬駅から松本電鉄バス栂池高原行（八方・落倉経由便または森上・落倉経由便）で約16分、「岩岳スキー場」下車。
- JR大糸線信濃森上駅から松本電鉄バス栂池高原行（落倉経由便）で約6分、「岩岳スキー場」下車。

（自家用車）
- 中央自動車道 安曇野ICから52km
- 上信越自動車道 長野ICから48km